# Ernst & Sohn Ingenieurbaupreis
Der Ernst & Sohn Ingenieurbaupreis wird seit 1988 vom Verlag Ernst & Sohn alle zwei Jahre für herausragende Leistungen im Konstruktiven Ingenieurbau vergeben. 2014 wurde der Ingenieurbau-Preis nach dem Ingenieur Ulrich Finsterwalder umbenannt in Ulrich Finsterwalder Ingenieurbaupreis. 2021 wurde er in Ernst & Sohn Ingenieurbaupreis umbenannt. 

## Modalitäten
Der Preis soll das Wirken der Bauingenieure und deren Streben nach hervorragenden Bauwerken und innovativen Detaillösungen zu würdigen. Die Jury bewertet jeweils die gesamte Baumaßnahme nach funktionalen, technischen, wirtschaftlichen und gestalterischen Gesichtspunkten. Es sind Bauwerke aus aller Welt zugelassen, jedoch muss die Ingenieurleistung innerhalb Deutschlands, Österreichs oder der Schweiz erbracht worden sein. Teilnahmeberechtigt sind Personen, die für den Entwurf und/oder Ausführung verantwortlich waren.

## 13. Ingenieurbau-Preis (2013)

### Preisträger
Unter 37 eingereichten Objekten mit Standorten in 13 Ländern wählte die Jury unter Vorsitz von Manfred Curbach, Technische Universität Dresden am 16. November 2012 als Preisträger das Stadion Narodowy in Warschau aus (Ingenieure: Schlaich Bergermann und Partner (D) / Architekten: gmp Architekten von Gerkan, Marg und Partner (D) / JSK Architekci sp. z o.o. (PL) / Bauherr: Narodowe Centrum Sportu Sp. z o.o.  (PL)).

### Auszeichnungen
Die Projekte:
- Stahlviadukt Binnenhafenbrücke Hamburg (Ingenieure: Ingenieurbüro Grassl GmbH/WTM Engineers GmbH (D) / Architekt:Grundmann + Hein Architekten (D) / Bauherr: Hamburger Hochbahn AG (D)) und
- Sanierung Hauptbahnhof Hamburg (Ingenieure und Architekten: Ingenieurbüro A. Elsner (D) / Bauherr: DB Station & Service AG, Regionalbüro Nord, Büro HH (D))

erhielten Auszeichnungen.
Die Preisverleihung fand am 25. Januar 2013 im Magnus-Haus der Deutschen Physikalischen Gesellschaft in Berlin statt.

## Preisträger
- 16. Ulrich Finsterwalder Ingenieurbaupreis (2019): Schutzdach für die Ausgrabungsstätte am Göbekli Tepe (Türkei)[1]
- 15. Ulrich Finsterwalder Ingenieurbaupreis (2017): Instandsetzung Kochertalbrücke, Geislingen
- 14. Ulrich Finsterwalder Ingenieurbaupreis (2015): Kaeng Krachan Elefantenpark, Zoo Zürich[2]
- 13. Ingenieurbau-Preis (2013): Nationalstadion Warschau[3]
- 12. Ingenieurbau-Preis (2010): keine Preisvergabe[4]
- 11. Ingenieurbau-Preis (2008): Brücke über die Melezza in Borgnone-Palagnedra[5]
- 10. Ingenieurbau-Preis (2006): Hauptbahnhof Berlin[6]
- 9. Ingenieurbau-Preis (2004): Kanalbrücke des Wasserstraßenkreuzes Magdeburg[7]
- 8. Ingenieurbau-Preis (2002): Sunnibergbrücke[8]
- 7. Ingenieurbau-Preis (2000): Dachkonstruktion des Thermalbads in Bad Sulza und Glasdach im Maximilianmuseum Augsburg[9]
- 6. Ingenieurbau-Preis (1998): Glacisbrücke Ingolstadt[10]
- 5. Ingenieurbau-Preis (1996): Verbreiterung der Rheinbrücke Köln-Rodenkirchen[11]
- 4. Ingenieurbau-Preis (1994): Mainbrücke Nantenbach[12]
- 3. Ingenieurbau-Preis (1992):
- 2. Ingenieurbau-Preis (1990): Museum für Hamburgische Geschichte, Überdachung Innenhof[10]
- 1. Ingenieurbau-Preis (1988): Solemar in Bad Dürrheim, Holzrippendach[13]